# This is GRAVITATION Vol.2
「This is GRAVITATION Vol.2」（ディス イズ グラビテーション ボリューム2）は、2015年5月13日にリリースされたコタニキンヤ.の4枚目のシングル（BAD LUCK、コタニキンヤ、キンヤ名義でリリースされた作品を含めると通算15枚目）。発売元はDarwin Record。

## 概要
アニメ「グラビテーション」で使用された楽曲のカバーシングル第2弾。オリコン週間シングルチャートでは139位、同インディーズチャートでは15位を記録。累計売上は361枚。
テレビアニメ「グラビテーション」挿入歌「THE RAGE BEAT」、「憂鬱なSeven days」、OVA「グラビテーション」挿入歌「in the moonlight」のセルフカバーのほか、accessの「MOONSHINE DANCE」をカバー。ジャケットは原作者の村上真紀による書き下ろし。
スーパーバイザーとして浅倉大介が監修を手掛け、アレンジはTomo.、岡ナオキ、籠島裕昌が担当。レコーディングにはギターに平井武士が参加している。

## 収録曲
1. THE RAGE BEAT
  - 作詞・作曲：Mad Soldiers　編曲：Tomo.
2. MOONSHINE DANCE
  - 作詞・作曲：AXS　編曲：岡ナオキ
3. in the moonlight
  - 作詞・作曲：Mad Soldiers　編曲：Tomo.
4. 憂鬱なSevendays
  - 作詞・作曲：Mad Soldiers　編曲：籠島裕昌